# Бои за Попасную
Бои́ за Попа́сную — военные действия в городе Попасная Луганской области и его окрестностях, шедшие с 2 марта по начало мая 2022 года. Бои за город начались в результате наступления сил России, а также самопровозглашённых ЛНР и ДНР на востоке Украины в рамках вторжения России на Украину. 8 мая город был взят российскими войсками. В результате боев город, в котором до войны проживало около 20 000 человек, стал «городом-призраком», практически все дома разрушены или серьёзно повреждены.

## Предыстория
В ходе войны в Донбассе в 2014 году Попасная оказалась в нескольких километрах от границы с ЛНР. Соседний Первомайск перешёл под контроль ЛНР, и во время боёв пострадала окраина города. Город стал частью частью украинской полосы укреплений на границе с ЛНР и ДНР. С 2015 года ситуация в городе оставалась спокойной до марта 2022 года.

## Силы сторон

### Россия
- 68-й гвардейский танковый полк[5];
- ЧВК «Вагнер»[6][7].

## Ход боёв
2 марта начались обстрелы города российскими войсками, в начале месяца погиб первый житель города с начала войны. В к середине месяца они не смогли добиться значительного продвижения и начали бомбёжки, которые приводили в обрушению многих высотных зданий. К концу месяца российские войска заняли ряд посёлков в округе.
К концу апреля в район города были направлены отряды группы Вагнера. Большинство атак происходили тремя волнами: первым атаковало донбасское ополчение, потом в бой шли отряды регулярной российской армии, а последними в бой вступали наёминки Вагнера. Атаки проходили на узких участках фронта, без бронированной техники, но при поддержке артиллерии. Отряды Вагнера сыграли ключевую роль во взятии города.
Бои за город длились около двух месяцев. 8 мая президент Чечни Рамзан Кадыров объявил о захвате города. 10 мая минобороны России заявило, что российские силы продвинулись на запад от Попасной и достигли административной границы между Луганской и Донецкой областями, однако ISW не может независимо подтвердить это заявление.

## Эвакуация жителей
В первых числах марта в город ещё ходили поезда в Киев, но эвакуироваться решило лишь несколько человек. Вскоре рельсы пострадали от обстрелов, и жителей начали эвакуировать автобусами в Бахмут, куда ещё ходили поезда. 26 марта из города был согласован гуманитарный коридор.

## Итоги
После боёв из 20 тыс. жителей в городе осталось около 100—500 человек, которыя, как утверждают, являются сторонниками Российской Федерации. В результате боёв город лежит в руинах. После захвата города части, состоящие из отрядов Вагнера и 76-й десантно-штурмовой дивизии прорвали дальнейшие линии украинской обороны и к середине месяца достигли дороги Бахмут-Лисичанск и окрестностей Соледара. Захват города позволил российским войскам начать подготовку к захвату линии Северодонецк-Лисичанск, а также Бахмута.
По оценке «Би-би-си», потеря Попасной осложнила бы положение украинских сил, так как город находится на возвышенности, что даёт возможность обстрелов близлежащих Лисичанска, Северодонецка, Светлодарска и Бахмута с его территории. Вместе с тем образуется клин в сторону украинской территории, для защиты флангов которого российской армии требуются дополнительные силы.
По оценкам штатного эксперта Forbes Дэвида Экса, к 19 мая основная часть российской армии, находящейся на Украине, — около 106 неукомплектованных батальонных тактических групп из 125 полноценных БТГ в начале войны — атаковала на север и запад от Попасной. По его оценкам, Кремль сосредоточил свои лучшие силы на Попасном направлении: воздушно-десантные части (возможно, усиленные чеченскими войсками и наёмниками из группы Вагнера) при поддержке бронетанковых частей, оснащённых новейшими танками Т-90 и боевыми машинами БМП-Т. Украинские вооружённые силы предположили конечной целью российских войск осаду и уничтожение Северодонецка. Попасная прикрывала южное направление северодонецкого выступа — контролируемой Украиной территории с довоенным населением в 100 000 человек. Территории, находящиеся с севера, востока и юга северодонецкого выступа контролировались противником. Несколько тысяч военнослужащих Украины, около трёх бригад, заняли оборону в Северодонецке и его окрестностях и взорвали мосты, ведущие в город. Тем не менее, уязвимой оставалась главная дорога, которая проходила через город Бахмут через выступ в Северодонецк. Эксперт ожидал, что западное направление удара российских войск нацелено на Бахмут (расположенного в 20 км от Попасной), а северный удар должен был завершить окружение Северодонецка (расположенного в 27 километрах).
По сообщению СМИ и официальных представительств, город лежит в руинах. По мнению главы украинской информационно-консалтинговой компании Defense Express Сергея Згурца, российская армия использует тактику «выжженной земли», массово применяя артиллерию и авиацию для уничтожения городов вместе с военными и гражданскими.